# The Heart of Juliet Jones
The Heart of Juliet Jones (traducida al español como Julieta Jones, Narraciones de Julieta o simplemente Juliet Jones) fue una tira de prensa creada por Elliot Caplin (guion) y Stan Drake (dibujo) en 1953. Distribuida por la agencia King Features Syndicate, su temática seguía el prototipo melodramático instaurado por Mary Worth (1940), mostrando en cambio un renovador estilo naturalista por Drake, quien recurría en parte al uso de referencias fotográficas. Tras el abandono de Drake en 1989, fue continuada por Frank Bolle hasta el 1 de enero de 2001.

## Trayectoria editorial
En los años 50 y 60, la serie fue publicada en Francia por el diario France Soir, mientras que en España lo fue en la revista "Florita" hacia 1955 y en forma de novela gráfica por la Editorial Dólar en 1959 y 1966-1967, y por Ediciones Maisal, S. A. en 1975.
En 1984 fueron editados 2 volúmenes recopilatorios por la editorial francesa Futuropolis: Juliette Jones 1 : 1953-1954 y Juliette Jones 2 : 1954-1955.
Drake dejó la tira en 1989, y fue continuada por Frank Bolle desde 1982 hasta el 1 de enero de 2001.
La editorial estadounidense Classic Comics Press comenzó a finales de 2008 una reimpresión completa de la obra de Drake, habiendo editado hasta la fecha un volumen comprendiendo las tiras producidas entre el 8 de marzo de 1953 y el 13 de agosto de 1955. Su traducción al castellano fue editada por Panini Cómics en 2010.

## Sinopsis
La acción transcurre en la pequeña localidad de Devon. La tensión dramática se logra mediante la interacción de dos hermanas bastantes diferentes: La morena y adulta Juliet Jones, que era modesta, sensible y exitosa y la rubia Eva Jones, que era coqueta, voluble y siempre estaba metida en problemas. Su anciano padre también jugaba un papel destacado. Como explican Ricardo Aguilera y Lorenzo Díaz, Juliet 

hizo de sus aventuras, por llamarlas de algún modo, una búsqueda constante del marido ideal. Y de la cocina, el instrumento mediante el cual podría llegar a realizarse como persona. Una vez casada, sus aventuras dejaron de tener razón de ser, así que se centraron en aconsejar a su díscola hermana pequeña en las difíciles artes de encontrar el marido ideal.

## Premios e influencia
Drake recogió el Premio a la mejor tira de prensa de la National Cartoonists Society en 1968, 1970 y 1972. Su serie tuvo gran influencia en España, propiciando el desarrollo del tebeo sentimental próximo que inauguró en 1958 la colección "Rosas Blancas".
The Heart of Juliet Jones es también el nombre de una banda de Ohio. Juliet Jonesin sydän, su traducción literal al finés, es el nombre de una banda finlandesa.